# Tovomita rubella
Tovomita rubella är en tvåhjärtbladig växtart som beskrevs av Richard Spruce, Jules Émile Planchon och Triana. Tovomita rubella ingår i släktet Tovomita och familjen Clusiaceae. Inga underarter finns listade i Catalogue of Life.